# .300 Norma Magnum
El .300 Norma Magnum, o .300 NM o "300 Norma", es un cartucho de rifle magnum desarrollado por el fabricante Sueco de munición Norma Precision.  El .300 Norma Magnum usa el mismo casquillo que el.338 Norma Magnum al cual se le ha ajustado el cuello para alojar un proyectil .calibre 30, nombrado para diferenciar al más antiguo .308 Norma Magnum diseñado en 1960, y que ha empezado a ganar popularidad entre la comunidad de tiradores de largo alcance.